# 11 tháng 2
Ngày 11 tháng 2 là ngày thứ 42 trong lịch Gregory. Còn 323 ngày trong năm (324 ngày trong năm nhuận).

## Sự kiện
- 660 TCN – Theo truyền thống, vào ngày 1 tháng 1 năm Tân Dậu, Thiên hoàng Jimmu tức vị, Nhật Bản kiến quốc.
- 55 - Tiberius Claudius Caesar Britannicus, người được cho vào lúc ấy sẽ kế vị Đế quốc La Mã, tử vong với nhiều khuất tất. Sự kiện này đã mở đường cho Nero trở thành Hoàng đế sau này.
- 951 - Quách Uy tiến hành binh biến, tự xưng Hoàng đế, lập nhà Hậu Chu.
- 1457 – Thái thượng hoàng Minh Anh Tông phát động "Đoạt môn chi biến", phục vị hoàng đế, giam lỏng em trai là Đại Tông.
- 1534 – Quốc vương Anh Henry VIII được công nhận là lãnh đạo tối cao của Giáo hội Anh.
- 1584 - Pedro Sarmiento de Gamboa lãnh đạo một nhóm hải trình thành lập khu định cư Nombre de Jesús trên eo biển Magellan, bắt đầu thời kỳ thuộc địa hóa eo biển này của Tây Ban Nha.
- 1586 - Francis Drake lãnh đạo một đội quân sự Anh đánh chiếm hải cảng Cartagena de Indias của Tây Ban Nha. Người Anh chiếm cảng trong hai tháng.
- 1659 - Chiến tranh Thụy Điển - Đan Mạch (1658-1660): Trong trận tấn công thành Copenhagen, quân đội Đế quốc Thụy Điển bị phản công với thương vong lớn.
- 1794 - Thượng viện Liên bang Mỹ mở phiên họp đầu tiên cho công chúng dự thán.
- 1808 - Jesse Fell, người Mỹ, lần đầu tiên thực hiện thành công việc đốt Anthracit thay vì củi gỗ để sưởi ấm nhà.
- 1812 - Phó Tổng thống Mỹ Elbridge Gerry, lúc này là Thống đốc bang Massachusetts, bị kết tội thực hiện "gerrymandering" - Một kỹ thuật phân chia các khu vực bầu cử theo hướng có lợi cho một phe phái chính trị. Ông là người đầu tiên bị kết tội này trong lịch sử.
- 1841 – Vua Thiệu Trị đăng quang, là vị vua thứ ba của nhà Nguyễn kế vị vua cha Minh Mạng.
- 1858 – Thiếu nữ 14 tuổi Bernadette Soubirous thuật lại là Maria hiện ra tại Lourdes, Pháp, đô thị sau đó trở thành một trung tâm hành hương của tín đồ Công giáo Rôma.
- 1889 – Hiến pháp Đại Nhật Bản đế quốc được ban hành, đây là bản hiến pháp đầu tiên của một quốc gia châu Á.
- 1916 – Nhà hoạt động theo chủ nghĩa vô chính phủ Emma Goldman bị bắt giữ do diễn thuyết về kiểm soát sinh sản tại Hoa Kỳ.
- 1929 - Hiệp ước Lateran công nhận nền độc lập của Thành quốc Vatican, được kí kết giữa Thủ tướng Benito Mussolini đại diện cho vua Ý là Victor Emmanuel III và Hồng y tổng trưởng Pietro Gasparri đại diện cho Giáo hoàng Piô XI tại Latêranô.
- 1979 – Vương triều Pahlavi tại Iran sụp đổ khi quân đội tuyên bố trung lập sau khi phiến quân áp đảo lực lượng trung thành với Shah Mohammad Reza Pahlavi.
- 1990 – Nhà hoạt động chống apartheid - Nelson Mandela được phóng thích khỏi nhà giam sau 27 năm bị giam giữ.
- 2016 – Các nhà khoa học ở LIGO phát hiện ra sóng hấp dẫn.

## Sinh
- 1466 - Elizabeth xứ York, Vương hậu nước Anh (m. 1503).
- 1839 – Josiah Willard Gibbs, nhà lý hóa học Hoa Kỳ (m. 1903).
- 1847 – Thomas Alva Edison, nhà phát minh Hoa Kỳ (m. 1931).
- 1882 – Trương Ba-na-ba, nhà truyền giáo Trung Quốc (m. 1961).
- 1910 – Nguyễn Xuân Khoát, nhạc sĩ Việt Nam (m. 1993).
- 1917 – Sidney Sheldon, nhà văn, kịch tác gia Hoa Kỳ (m. 2007).
- 1923 – Mao Ngạn Thanh, con trai Mao Trạch Đông (m. 2007).
- 1928 – Bernard de Lattre de Tassigny, sĩ quan quân đội Pháp (m. 1951).
- 1953 – Jeb Bush, thống đốc Florida.
- 1964 – Sarah Palin, thống đốc Alaska, ứng cử viên phó tổng thống Hoa Kỳ.
- 1969 – Jennifer Aniston, diễn viên Mỹ.
- 1969 – Gabriel Batistuta, cầu thủ bóng đá Argentina.
- 1977 – Mike Shinoda, nhạc sĩ, nhà sản xuất âm nhạc Mỹ.
- 1981 – Aritz Aduriz, cầu thủ bóng đá Tây Ban Nha.
- 1981 – Kelly Rowland, ca sĩ, nhạc sĩ, vũ công, diễn viên Mỹ.
- 1982 – Park Hwayobi, ca sĩ Hàn Quốc.
- 1983 – Rafael van der Vaart, cầu thủ bóng đá Hà Lan.
- 1997 – Jonathan Tah, cầu thủ bóng đá Bờ Biển Ngà
- 1997 – Rosé, thành viên nhóm nhạc Blackpink

## Mất
- 1503 - Elizabeth xứ York, Vương hậu nước Anh (s. 1466).
- 1650 – René Descartes, nhà toán học, triết gia Pháp (s. 1596).
- 1917 - Oswaldo Cruz, Bác sĩ người Brasil (s. 1872).
- 1930 - Nguyễn Khắc Nhu, chí sĩ yêu nước Việt Nam thời cận đại (s. 1882).
- 1948 – Sergei Mikhailovich Eisenstein, đạo diễn, nhà phê bình điện ảnh Nga (s. 1898).
- 1963 – Sylvia Plath, nhà thơ, nhà văn Mỹ (s. 1932).
- 1967 – Trần Tử Bình, nhà ngoại giao và Thiếu tướng Quân đội Nhân dân Việt Nam (s. 1907).
- 1984 – Khuất Duy Tiến, chính khách Việt Nam, phó bí thư thành ủy Hà Nội (s. 1909).
- 2012 - Whitney Houston, ca sĩ, nhạc sĩ, nhà sản xuất âm nhạc,người mẫu, diễn viên, nhà sản xuất phim người Mỹ gốc Phi. Cô được mệnh danh là “Định nghĩa của tiếng hát” và là một trong những biểu tượng văn hoá đại chúng vĩ đại nhất thế kỉ 20 (s. 1963).
- 2018 - Lâm Ngươn Tánh, Đề đốc Hải quân của Quân lực Việt Nam Cộng hòa

## Những ngày lễ và kỷ niệm
- Cameroon – Ngày Thanh niên Quốc gia.